# Deep Dark Robot
I Deep Dark Robot sono un gruppo rock statunitense di Los Angeles, California, formatosi nel 2010.

## Formazione
- Linda Perry – voce, chitarra, basso, tastiere (2010-presente)
- Tony Tornay – batteria, percussioni (2010-presente)

## Discografia
- 2011 – 8 Songs About a Girl

### Videoclip
| Anno | Titolo                | Regista    |
| ---- | --------------------- | ---------- |
| 2011 | Won't You Be My Girl? | Simon Chan |
| 2011 | Love Song             | Sean Geer  |